# Tribigildo
Tribigildo (in latino Tribigildus; ... – 400) è stato un generale romano di origine ostrogota, alleato di Gainas nella sua rivolta contro l'imperatore Arcadio.

## Biografia
Alla fine del IV secolo, la corte dell'imperatore d'Oriente Arcadio era dominata dal praepositus sacri cubiculi Eutropio; tra gli oppositori di Eutropio era il generale di origine gota Gainas, il quale riteneva di non vedersi riconosciuti i meriti del proprio servizio e non gradiva tutto il denaro che Eutropio ricavava dalla sua posizione. Gainas decise allora di mettere in pratica un piano per far cadere Eutropio e convinse a collaborare con lui il generale Tribigildo, uomo pronto ad ogni impresa pericolosa e molto intraprendente, anch'egli ostrogoto.
Il piano di Gainas si basava sul fatto che Tribigildo aveva ricevuto dall'imperatore il comando di un contingente di barbari stazionato in Frigia. Dichiarando di voler raggiungere le proprie unità per effettuare una ispezione, nel 400 Tribigildo lasciò Costantinopoli con i barbari del suo gruppo, ma lungo la marcia colpì tutti i luoghi e le persone che incontrava, uccidendo e distruggendo. In breve tempo raccolse con sé un gran numero di schiavi e altri disperati, con i quali mise in pericolo tutta l'Asia minore: in Lidia scoppiarono tumulti, con gli abitanti dell'interno che fuggivano sulle coste, da cui raggiungevano le isole limitrofe. La reazione di Arcadio fu quella di cedere la gestione della situazione a Eutropio, il quale designò due generali a sedare la rivolta: il primo fu un certo Leone, uomo di nessuna esperienza militare e che aveva l'unico merito di essere legato a Eutropio da una amicizia di famiglia, al quale fu affidato il compito di attaccare e sgominare i ribelli in Asia minore; il secondo fu Gainas stesso, il quale ebbe l'ordine di presidiare la Tracia per impedire a Tribigildo di passare l'Ellesponto.
Gainas lasciò Costantinopoli con tutti i suoi uomini e inviò un messaggio a Tribigildo ordinandogli di raggiungerlo sull'Ellesponto; Tribigildo, però, temeva di incontrare durante il viaggio le truppe imperiali stanziate nella regione, e decise di ignorare l'ordine di Gainas. Fatto tutto il bottino possibile in Frigia, Tribigildo passò in Pisidia dove saccheggiò senza trovare resistenza, per poi tornare indietro. Gainas non si oppose in virtù degli accordi con Tribigildo; Leone, timoroso di dover affrontare un avversario determinato, scusò la propria immobilità affermando che se fosse andato incontro a Tribigildo, questi lo avrebbe potuto aggirare per colpire i territori lasciati incustoditi. Il risultato fu che Tribigildo fu libero di saccheggiare e uccidere senza essere disturbato: tutti i barbari al soldo romano passarono dalla parte dei ribelli.
Come suggerito dallo storico Zosimo, Tribigildo avrebbe potuto passare dalla Frigia alla Lidia, e di lì alla Ionia, dove sarebbe entrato in possesso della flotta necessaria a controllare l'intero Oriente, fino all'Egitto. Invece Tribigildo si avventurò nelle difficili regioni della Panfilia, dove c'erano strade che i cavalli non potevano attraversare. Qui gli uomini di Tribigildo subirono una sanguinosa sconfitta nei pressi di Selge da parte di un piccolo contingente di schiavi e servi comandati da un certo Valentino, il quale, sfruttando la conoscenza dei luoghi, uccise quasi tutti i nemici: Tribigildo si salvò con trecento uomini solo corrompendo il comandante di un contingente che doveva sbarrargli la strada. Gli abitanti delle zone limitrofe, venuti a conoscenza della sconfitta di Tribigildo e del fatto che aveva con sé solo pochi uomini, diedero loro la caccia, costringendoli a riparare tra i fiumi Eurimendonte e Melane.
Intrappolato dagli abitanti della zona, fu con un certo imbarazzo che Tribigildo chiese aiuto a Gainas, il quale però, non avendo ancora resa palese la rivolta e non potendo aiutare apertamente il suo complice, decise di inviare Leone nella zona; temendo che anche un pusillanime come Leone potesse sconfiggere un Tribigildo così debole, gli assegnò come ausiliari alcuni barbari che aveva nel suo campo, i quali attaccarono i Romani mettendo in difficoltà Leone. Tribigildo poté allora liberarsi e tornare in Frigia, dove riprese ad essere un pericolo per l'impero, tanto che Gaina ebbe gioco facile a ingigantirne la minaccia a corte e a convincere l'imperatore che avrebbe passato l'Ellesponto se le sue condizioni non fossero state soddisfatte: che Eutropio fosse esautorato e inviato da Tribigildo alla sua mercé.
Arcadio ordinò allora che Eutropio fosse privato del suo rango e arrestato, dopo una fuga finita male, l'eunuco fu messo a morte dietro insistenza di Gainas.
Gainas decise allora di iniziare le trattative di pace tra Tribigildo e l'imperatore, in cui lui avrebbe svolto la funzione di intermediario. Tribigildo si mosse in Lidia per raggiungere Gainas, ma una volta insieme si pentì di non aver saccheggiato la ricca capitale lida di Sardi e, con Gainas, tornò ad assediarla: solo una improvvisa e forte pioggia impedì loro di raggiungere lo scopo. I due marciarono verso Costantinopoli, poi si divisero occupando Calcedonia l'uno e Lampsaco l'altro. Arcadio e Gainas si incontrarono e giunsero ad un accordo, che prevedeva che i due generali barbari sarebbero passati in Europa e che molti e importanti esponenti dell'amministrazione imperiale (tra cui il console Aureliano e Saturnino) sarebbero stati consegnati a Gainas.
Dopo che l'accordo fu stretto, Gainas passò in Europa, raggiunto poi da Tribigildo, che però poco dopo morì.